# Le Guerrier disparu

Le Guerrier disparu (The Legend of Luke) est le douzième tome de la série Rougemuraille de Brian Jacques. Il fut publié en 1999.
Dans l'ordre chronologique de l'histoire, il est précédé par Martin le Guerrier et suivi par Solaris.
L'Abbaye de Rougemuraille est en construction ! Mais Martin est mélancolique:cela fait des années que son père Luc a disparu.Il part pour le Nord retrouver un vieil ermite qui lui raconte l'histoire de Luc : pour venger sa femme tuée par l' hermine pirate Vil Daskar , Luc prend possession d'un navire corsaire et se lance à la poursuite de son ennemi ...